# Омикрон Стрельца
Омикрон Стрельца (ο Sgr) — двойная звезда в созвездии Стрельца. Находится на расстоянии 142 световых лет от Солнца, принадлежит спектральному классу K0 (оранжевый гигант). Видимая звёздная величина равна +3,77. Второй компонент обладает видимой звёздной величиной 13 и находится на расстоянии 36 угловых секунд от главного компонента.
Звезда находится на расстоянии 0,86 градуса к северу от плоскости эклиптики, поэтому могут происходить покрытия звезды Луной и, очень редко, планетами. Последнее покрытие планетой произошло 24 декабря 1937 года, когда звезда была покрыта Меркурием. Солнце немного не достигает данной звезды: видимый диаметр Солнца составляет приблизительно половину градуса. Объект можно наблюдать практически всю ночь в начале июля.

## Название и этимология
В китайской астрономии 建 (Jiàn) относится к астеризму, состоящему из звёзд ο Стрельца, ξ² Стрельца, π Стрельца, 43 Стрельца, ρ¹ Стрельца и υ Стрельца. Сама звезда ο Стрельца носит название 建二 Jiàn èr.